# Cyrtopogon albifacies
Cyrtopogon albifacies är en tvåvingeart som beskrevs av Johnson 1942. Cyrtopogon albifacies ingår i släktet Cyrtopogon och familjen rovflugor.
Artens utbredningsområde är Utah. Inga underarter finns listade i Catalogue of Life.